# Opanara megomphala
Opanara megomphala é uma espécie de gastrópode da família Charopidae.
É endémica de Polinésia Francesa.